# M 16 (Ukraine)
Die M 16 ist eine Fernstraße „von internationaler Bedeutung“ in der Ukraine. Sie führt von Odessa in nordwestliche Richtung zur moldauischen Grenze. Auf dem Staatsgebiet Moldaus verläuft die Straße weiter nach Chișinău. Vor 1991 war sie Teil der M 14 im sowjetischen Fernstraßennetz.
Sie ist Teil der Europastraße 58 (Wien–Uschhorod–Chișinău–Odessa–Rostow am Don).

## Verlauf
| 0 km  | Odessa                                    |
| 47 km | Kamjanka                                  |
|       | moldauische Grenze (geht über in die M14) |
| 76 km | Pervomaisc                                |